# 尚大猷
尚大猷，和名本部朝英，琉球本部御殿六世按司，父向國珍。他作為琉球的外交官而活躍在歷史舞臺上，1804年、1809年、1814年三次作為慶賀使出使日本薩摩藩，在日本停留期間參加了各種歌會、參拜了日本神社，并向藩主致意。由於本部御殿歷來作為向薩摩藩外交的重臣，其家族於日本的關係可謂十分緊密，由於他的功高，琉球王賜他姓尚，封王子。孙尚景保。